# Tom Beck
Thomas Helmut Beck (* 26. února 1978, Norimberk, Německo) je německý herec a zpěvák. Hrál v mnoha německých seriálech a televizních filmech. V letech 2008–2013 ztvárňoval v televizním seriálu Kobra 11 vrchního komisaře Bena Jägera, kolegu hlavního hrdiny Semira Gerkhana. K této roli se v roce 2019, byť jen na jednu epizodu, vrátil – objevil se v úvodním díle 25. řady „Všechno nejlepší“. Mimoto hrál v divadlech v St. Gallenu a v Mnichově. 
Měří 184 cm, má hnědé oči a tmavě hnědé vlasy. Absolvoval Akademii bavorského divadla Augusta Everdinga v Mnichově a studoval tanec. Hraje na 5 hudebních nástrojů (kytara, klavír, varhany, akordeon a bicí) a zpívá. V březnu 2011 vydal singl Sexy, který vstoupil o dva týdny později do žebříčku TOP 50 nejlepších německých písní. Má rád sport – šermuje, hraje tenis, fotbal, lyžuje a profesionálně tancuje - zvládne 5 tanců (balet, jazz, moderní, afro, step). Kromě němčiny ovládá také angličtinu a francouzštinu.

## Filmografie
- 2004 Eine unter Tausend
- 2004 Ein krasser Deal
- 2004 Rosamunde Pilcher – Land der Sehnsucht
- 2004 Mädchen, Mädchen 2 – Loft oder Liebe
- 2004 Schulmädchen
- 2004 Der Ermittler – Objekt der Begierde
- 2005 Rotkäppchen
- 2005 Der letzte Zeuge
- 2005 Alles außer Sex
- 2005 Rosenheim Cops
- 2005 Reblaus
- 2006 In aller Freundschaft
- 2006 Polizeiruf 110 – Tod im Ballhaus
- 2006 Unser Charly
- 2006 Die Frauen der Parkallee
- 2007 Spurlos
- 2007 Beim nächsten Tanz wird alles anders
- 2007 Rosamunde Pilcher – Pfeile der Liebe
- 2007 Inga Lindström – Hochzeit in Hardingsholm
- 2007 Forsthaus Falkenau
- 2008 Dörte’s Dancing
- 2008–2013 Alarm für Cobra 11 – Die Autobahnpolizei
- 2009 Zweiohrküken
- 2009 Donna Leon – Wie durch ein dunkles Glas
- 2010 C.I.S. – Chaoten im Sondereinsatz
- 2011 SOKO Köln – Durch fremde Fenster
- 2011 Geister all inclusive[1]
- 2011 Ausgerechnet Sex!
- 2012 Schlussmacher[2]
- 2013 Irre sind männlich
- 2013 Vaterfreuden
- 2014 Die abhandene Welt
- 2014 Alles ist Liebe

## Diskografie

### Alba
- 2011 Superficial Animal (25. března 2011)
- 2012 Americanized (5. října 2012)
- 2013 Americanized Tour 2013 (4. října 2013)
- 2014 Unplugged in Köln (25. dubna 2014)
- 2015 So wie es ist (20. února 2015)

### Singly
- 2011 Sexy (11. března 2011)
- 2011 Drive My Car (3. června 2011)
- 2011 The Longing (4. listopadu 2011)
- 2012 Der Moment (20. ledna 2012)
- 2012 Ain't got you (28. září 2012)
- 2012 Nice Guys Finish Last (30. listopadu 2012)
- 2013 This Time (6. prosince 2013)
- 2014 Fort von hier (12. prosince 2014)